# Ectropothecium wangianum
Ectropothecium wangianum är en bladmossart som beskrevs av Chen Pan-chieh 1941. Ectropothecium wangianum ingår i släktet Ectropothecium och familjen Hypnaceae. Inga underarter finns listade i Catalogue of Life.